# Sarre, Aostadalen
Sarre är en ort och kommun i regionen Aostadalen i nordvästra Italien. Kommunen hade 4 878 invånare (2017) och har italienska och franska som officiella språk.